# Chevreuil d'Asie
Capreolus pygargus
Espèce
Statut de conservation UICN

 LC  : Préoccupation mineure
Le chevreuil d'Asie ou chevreuil de Sibérie (Capreolus pygargus) est une espèce de mammifère de la famille des cervidés.

## Description
Il est très apparenté au chevreuil européen (Capreolus capreolus), dont il était autrefois considéré comme une sous-espèce dans la même espèce. Mais il est plus grand, avec une longueur (tête et corps) de 124 à 144 cm, une hauteur au garrot de 81 à 94 cm et un poids de 32 à 48 kg. Son allure générale est plus élancée et gracile, son museau est un peu plus long et plus fin. Les bois des mâles sont aussi plus grands et plus ramifiés. Ses bonds sont impressionnants et peuvent atteindre 15 m en longueur.

## Répartition et habitat
Il est distribué depuis les franges orientales de la Russie d'Europe jusqu'à l'Extrême-Orient russe, la péninsule coréenne et le nord-est de la Chine, en passant par la Sibérie, la Mongolie et les pays d'Asie centrale. Il est en contact avec le chevreuil européen en Russie entre le Don, la Khoper et la Volga. 
Il vit dans les forêts, de préférence avec des clairières, mais aussi dans les steppes où il peut vivre entièrement à découvert, de préférence s'il y a un peu de relief comme des ravines où il peut se réfugier. Il préfère les prairies avec des herbes assez hautes.